# اورال ایرلاینز
اورال ایرلاینز (به انگلیسی: Ural Airlines) یک شرکت هواپیمایی با کد یاتا U6 است که در تاریخ ۱۹۴۳ میلادی تأسیس شده و در تاریخ ۱۹۹۳ فعالیتش را آغاز کرده‌است. دفتر مرکزی اورال ایرلاینز در یکاترینبورگ، روسیه واقع شده‌است و قطب این شرکت هواپیمایی در فرودگاه کولتسوو قرار دارد و به ۴۰ مقصد، پرواز مستقیم انجام می‌دهد.

## مقصدهای پروازی

### قرارداد نماد مشترک
اورال ایرلاینز با شرکت‌های هواپیمایی زیر قرارداد نماد مشترک دارد:
- آذربایجان ایرلاینز
- چک ایرلاینز (اسکای‌تیم)
- اس۷ ایرلاینز (وان‌ورلد)[۲]
- ازبکستان ایرویز